# András Sike
András Sike (Eger, 18 de julio de 1975) es un deportista húngaro que compitió en lucha grecorromana.
Participó en dos Juegos Olímpicos de Verano, obteniendo una medalla de oro en Seúl 1988, en la categoría de 57 kg, y el décimo lugar en Barcelona 1992.
Ganó dos medallas de bronce en el Campeonato Mundial de Lucha, en los años 1989 y 1991, y dos medallas en el Campeonato Europeo de Lucha, plata en 1990 y bronce en 1988.

## Palmarés internacional
| Juegos Olímpicos   | Juegos Olímpicos     | Juegos Olímpicos  | Juegos Olímpicos |
| Año                | Lugar                | Medalla           | Categoría        |
| ------------------ | -------------------- | ----------------- | ---------------- |
| 1988               | Seúl (Corea del Sur) | Medalla de oro    | 57 kg            |
| Campeonato Mundial |                      |                   |                  |
| Año                | Lugar                | Medalla           | Categoría        |
| 1989               | Martigny (Suiza)     | Medalla de bronce | 57 kg            |
| 1991               | Varna (Bulgaria)     | Medalla de bronce | 57 kg            |
| Campeonato Europeo |                      |                   |                  |
| Año                | Lugar                | Medalla           | Categoría        |
| 1988               | Kolbotn (Noruega)    | Medalla de bronce | 57 kg            |
| 1990               | Poznań (Polonia)     | Medalla de plata  | 57 kg            |